# Сан-Джорджо-Канавезе
Сан-Джорджо-Канавезе (итал. San Giorgio Canavese) — коммуна в Италии, располагается в регионе Пьемонт, в провинции Турин.
Население составляет 2544 человека (2008 г.), плотность населения составляет 125 чел./км². Занимает площадь 20 км². Почтовый индекс — 10090. Телефонный код — 0124.
Покровителем коммуны почитается святой Георгий, празднование 23 апреля.

## Демография
Динамика населения:

## Известные уроженцы
- Ботта, Карло (1766—1834) — итальянский историк, поэт, писатель, музыкальный критик и политический деятель.

## Администрация коммуны
- Официальный сайт: http://www.comune.sangiorgiocanavese.to.it